# Élections constituantes de 1945 dans le Gers
Les élections législatives françaises de 1945 se déroulent le 21 octobre.

## Mode de scrutin
Les députés sont élus selon le système de représentation proportionnelle suivant la règle de la plus forte moyenne dans le département, sans panachage ni vote préférentiel. 
Il y a 586 sièges à pourvoir.
Dans le département du Gers, trois députés sont à élire.

## Élus
Les trois députés élus sont : 
| Identité          | Parti | Parti |
| ----------------- | ----- | ----- |
| Alexandre Baurens |       | SFIO  |
| Fernand Mauroux   |       | MRP   |
| Edmond Castera    |       | PCF   |

## Résultats

### Résultats à l'échelle du département
| Parti          | Parti              | Tête de liste         | Résultats | Résultats | Sièges |
| Parti          | Parti              | Tête de liste         | Voix      | %         | Sièges |
| -------------- | ------------------ | --------------------- | --------- | --------- | ------ |
|                | SFIO               | Alexandre Baurens     | 22 214    | 29,03     | 1      |
|                | MRP                | Fernand Mauroux       | 19 334    | 25,26     | 1      |
|                | PCF                | Edmond Castera        | 14 405    | 18,82     | 1      |
|                | Rad-Soc résistante | Camille Catalan       | 10 756    | 14,06     | -      |
|                | Rad-Soc            | Jean Philip           | 5 605     | 7,32      | -      |
|                | Union radicale     | Pierre de Montesquiou | 5 605     | 7,32      | -      |
|                |                    |                       |           |           |        |
| Inscrits       | Inscrits           | Inscrits              | 118 501   | 100,00    | 3      |
| Votants        | Votants            | Votants               | 78 727    | 66,44     |        |
| Blancs et nuls | Blancs et nuls     | Blancs et nuls        | 2 220     | 2,79      |        |
| Exprimés       | Exprimés           | Exprimés              | 76 527    | 97,21     |        |